# Robert Devereux, 2:e earl av Essex
Robert Devereux, 2:e earl av Essex, född 10 november 1565 i Netherwood, Herefordshire, död 25 februari 1601 i London, var en av Elisabet I av Englands gunstlingar, den mest välkände av dem som burit titeln earl av Essex. Han var en krigshjälte, men efter ett misslyckat fälttåg mot irländska rebeller under nioårskriget 1599 trotsade han drottningen och avrättades för förräderi.

## Biografi
Lord Essex föddes i Netherwood 1566, son till Walter Devereux, 1:e earl av Essex och Lettice Knollys. Han växte upp på faderns gods i Wales och utbildades i Cambridge. Fadern avled 1576 och modern gifte sig med Robert Dudley, 1:e earl av Leicester, drottningens gunstling under lång tid.
Essex gjorde militärtjänst under styvfadern innan han gjorde intryck vid hovet och vann drottningens gunst. År 1590 gifte han sig med Frances Walsingham, dotter till sir Francis Walsingham och änka efter sir Philip Sidney. Sidney hade stupat under slaget vid Zutphen 1586, där Essex också utmärkt sig, och var Leicesters systerson.

### Hov- och militärkarriär
Essex kom till hovet 1584 som artonåring och kring 1587 hade han blivit drottningens gunstling. Hon uppskattade hans livliga och övertygande sätt samt hans skådespelarskicklighet och hans höviska kärlek. Detta skulle dock leda till hans undergång. Han missbedömde drottningen och såg sig som hennes jämlike (då han var ättling till Henrik IV) och senare kom han att inte visa henne respekt och dessutom visade han sig föraktfull inför hennes sekreterare Robert Cecils inflytande.
Leicester sägs ha spelat ut styvsonen mot en honom misshaglig gunstling, sir Walter Raleigh. Essex utnämndes 1587 till överhovstallmästare och utmärktes på mångahanda andra sätt, men invecklade sig snart av pojkaktig fåfänga i tvister dels med Raleigh, dels med Charles Blount samt begav sig i april 1589 missnöjd ur landet för att mot drottningens förbud med Drake och Norris deltaga i en expedition till Portugal. Han hemkallades genast, men bestraffades av Elisabet för sin olydnad endast med ömma förebråelser. 
Han gifte sig 1590 i hemlighet med sir Philip Sidneys änka, varigenom han för en kortare tid ådrog sig drottningens onåd. 1591-92 förde han utan synnerlig framgång befälet över en hjälpkår, som bistod Henrik IV av Frankrike mot ligans trupper, samt visade därunder mera ridderligt överdåd än fältherreduglighet. Dittills hade Essex inte spelat någon politisk roll, men 1593 inkallades han i rådet (privy council) och började nu med hjälp av bröderna Anthony och Francis Bacon uppträda som förfäktare av en kraftig protestantisk utrikespolitik, därvid rivaliserande med Robert Cecil, som vanligen förde försiktighetens talan. 
Essex genomdrev 1596 en expedition mot de spanska hamnarna samt blev befälhavare över landstyrkan och ena eskadern (de båda andra kommenderades av lord Howard och Raleigh). Spanska flottan besegrades, och Essex intog (20 juni) staden Cádiz, där ett rikt byte togs. På hemvägen avstod Essex på de andra befälhavarnas råd från att avvakta silverflottans ankomst, men klandrades sedan, då denna kort därefter oskadd lyckades uppnå spansk hamn. Under hans bortovaro hade Cecil blivit statssekreterare och lyckats befästa sig i drottningens gunst. 
Än mer kallnade drottningens ynnest för Essex, sedan han (juni-december 1597) företagit en ny, misslyckad expedition till spanska kusten och Azorerna; dock blev han vid hemkomsten utnämnd till riksmarskalk. Essex motsatte sig 1598 på det ivrigaste Burleighs plan att sluta fred med Spanien och förgick sig vid ett tillfälle i rådet ända därhän, att drottningen retades till att ge honom handgriplig upptuktelse. 
I mars 1599 utnämndes han, halvt mot sin vilja, till generalguvernör över Irland med nästan kunglig makt och fick i uppdrag att med en stark här bringa Ulster till lydnad. På företagets framgång berodde hans framtida inflytande vid hovet. Fälttåget gick illa, och Essex retade ytterligare drottningen genom att mot hennes önskan göra sin vän, earlen av Southampton, till sin rytteribefälhavare. 
Då hans militära ställning blev klen, började han tala om att återvända, vilket emellertid drottningen strängt förbjöd. När han likväl plötsligt återvände för att personligen försvara sina åtgöranden, blev han väl i första ögonblicket rätt nådigt emottagen, men kort därpå inmanad i häkte och ställd under åtal för det stillestånd han ingått med den upproriske earlen av Tyrone samt för sin hemresa. 
Han insjuknade svårt och fick då under inflytande av en stark folkstämning till hans förmån lindring i arresten, men ställdes i juni 1600 inför rätta och dömdes till avsättning från alla sina ämbeten; från arresten blev han fri i augusti. Under denna process hade hans forne skyddsling Francis Bacon spelat ett ovärdigt dubbelspel och till sist öppet uppträtt bland hans åklagare. 
Essex började nu välva planer på att med våld återvinna drottningens gunst och avlägsna sina fiender bland hennes rådgivare; han och hans medsammansvurna (Southampton, Mountjoy med flera) hoppades därvid på hjälp från Skottland. Planen blev emellertid röjd i februari 1601, och ett förtvivlat försök att genom ett folkupplopp i London utföra den (8 februari) misslyckades jämmerligen. Essex måste ge sig fången, ställdes inför rätta (varvid Bacon åter uppträdde som åklagare) och dömdes 19 februari till döden som förrädare. Efter mycken tvekan bekräftade Elisabet dödsdomen, och Essex avrättades under stort deltagande från befolkningens sida. 
Essex var en öppen och ridderlig natur, personligen överdådigt tapper, men utan högre begåvning vare sig som krigare eller statsman, fåfäng och ytterligt impulsiv, men god mot alla underordnade och sina vänner varmt hängiven. Han var ej utan boklig lärdom, förstod att skriva sonetter och arrangera maskspel samt prisades av tidens främsta diktare som en vitterhetens trogne beskyddare.